# جون دودسون
جون دودسون (بالإنجليزية: John Dodson) هو فنان قتال مختلط أمريكي، ولد في 26 سبتمبر 1984 في ألباكركي في الولايات المتحدة.

## وصلات خارجية
- جون دودسون على موقع يو إف سي (الإنجليزية)
- جون دودسون على موقع شيردوغ (الإنجليزية)
- جون دودسون على موقع Tapology.com (الإنجليزية)
- جون دودسون على موقع IMDb (الإنجليزية)
- جون دودسون على موقع قاعدة بيانات الفيلم (الإنجليزية)